# Marathon van Brussel 2006
De marathon van Brussel 2006 vond plaats op zondag 27 augustus 2006. Het was de derde editie van deze marathon.
De wedstrijd werd bij de mannen gewonnen door Steven Kamar uit Bahrein in 2:11.26; bij de vrouwen was de Keniaanse Irene Mogaka de snelste in 2:42.53.
Het evenement werd gesponsord door ING.
In totaal finishten er 823 marathonlopers.

## Uitslagen

### Mannen
| rang   | naam              | land | tijd    |
| ------ | ----------------- | ---- | ------- |
| Goud   | Steven Kamar      | BRN  | 2:11.26 |
| Zilver | Vincent Kiptoo    | KEN  | 2:15.18 |
| Brons  | Rik Ceulemans     | BEL  | 2:16.39 |
| 4      | Samson Cheboswony | KEN  | 2:17.52 |
| 5      | Obed Gisemba      | KEN  | 2:18.18 |
| 6      | David Njagi       | KEN  | 2:19.02 |
| 7      | Amos Choge        | KEN  | 2:19.30 |
| 8      | Wilson Kibet      | KEN  | 2:20.31 |
| 9      | Gino Van Geyte    | BEL  | 2:20.47 |
| 10     | Clement Kibor     | KEN  | 2:22.30 |
| 12     | Oleg Otmakhov     | RUS  | 2:26.03 |

### Vrouwen
| rang   | naam                  | land | tijd    |
| ------ | --------------------- | ---- | ------- |
| Goud   | Irene Mogaka          | KEN  | 2:42.53 |
| Zilver | Magali Reymonencq     | FRA  | 2:50.42 |
| Brons  | Lyudmila Afonjushkina | RUS  | 2:50.53 |
| 4      | Ann Branch            | BEL  | 3:19.19 |
| 5      | Caroline Goetghebuer  | BEL  | 3:23.28 |

2004 ·
2005 ·
2006 ·
2007 ·
2008 ·
2009 ·
2010 ·
2011 ·
2012 ·
2013 ·
2014 ·
2015 ·
2016 ·
2017 ·
2018 ·
2019 ·
2022 ·
2023 ·
2024 ·
2025